# (33140) 1998 DF3
1998 DF3 (asteroide 33140) é um asteroide da cintura principal. Possui uma excentricidade de 0.12505390 e uma inclinação de 16.42003º.
Este asteroide foi descoberto no dia 22 de fevereiro de 1998 por NEAT em Haleakala.